# Gustav von der Heyde (General)
Detloff Gustav Friedrich Wilhelm von der Heyde (* 12. August 1785 in Bodenhagen; † 4. August 1863 in Schweidnitz) war ein preußischer Generalleutnant.

## Leben

### Herkunft
Er war der Sohn des preußischen Stabskapitäns a. D. Johann Daniel von der Heyde (* 16. März 1750 in Nyborg (Dänemark); † 13. November 1808) und dessen Ehefrau Johanna Dorothea, geborene Le Tanneux von Saint Paul (* 27. Oktober 1765; † 15. September 1854). Sein Bruder Friedrich Johann Adrian (1790–1850) wurde braunschweigischer Oberstleutnant und Kommandant von Wolfenbüttel.

### Militärkarriere
Heyde trat am 25. September 1798 als Gefreitenkorporal in das Infanterieregiment „von Tschammer“ der Preußischen Armee ein und avancierte bis Dezember 1805 zum Sekondeleutnant. Im Vierten Koalitionskrieg kämpfte er im Gefecht bei Berkel und geriet bei der Kapitulation der Festung Hameln in Gefangenschaft.
Nach dem Frieden von Tilsit kam Heyde in das Colbergische Infanterie-Regiment. Er schied aber schon bald aus, schloss sich 1809 als Premierleutnant der Schwarzen Schar des Herzogs von Braunschweig an und avancierte im gleichen Jahr zum Kapitän und Kompaniechef. Er kämpfte mit dem Herzog in den Gefechten bei Leipzig, wurde bei Halberstadt verwundet und nahm dann am  Gefecht bei Ölper teil. Heyde machte den Rückzug der Schwarzen Schar nach England mit und kämpfte danach während des Spanienfeldzuges bei den Belagerungen von Almeida und Ciudad-Rodrigo, der Schlacht bei Fuentes de Oñoro sowie den Gefechten bei Syrol (bei Lissabon), Condeisca, Sabugal, Aldea di Ponte. Er nahm am 9. Dezember 1812 seinen Abschied und kehrte nach Deutschland zurück. Bei Beginn der Befreiungskriege wurde Heyde als Premierleutnant im Freikorps Lützow angestellt. Für das Gefecht bei Lauenburg vom 17. bis 19. August 1813 erhielt er das Eiserne Kreuz II. Klasse. Ferner befand er sich bei den Gefechten an der Göhrde, bei Zerrentin, Kogel, Düren, Charleville sowie der Schlacht bei Laon und den Belagerungen von Antwerpen, Soissons, Sezanne und Mezieres, wo er den Orden der Heiligen Anna II. Klasse erhielt. In der Zeit wurde er am 6. Oktober 1813 dem 5. Infanterie-Regiment aggregiert und am 2. November 1813 zum Stabskapitän befördert. Am 28. Mai 1814 kam er in das 26. Infanterie-Regiment, wo er am 1. September 1814 Kapitän und Kompaniechef wurde.
Nach dem Krieg wurde Heyde am 15. Januar 1817 als Major dem 28. Infanterie-Regiment aggregiert und am 3. September 1817 als Bataillonskommandeur in das 14. Infanterie-Regiment versetzt. In dieser Stellung am 30. März 1833 zum Oberstleutnant befördert, wurde er ein Jahr später als Kommandant nach Saarlouis versetzt. Dort avancierte Heyde am 30. März 1835 mit Patent vom 8. April 1835 zum Oberst. Vom 18. August 1837 bis zum 29. März 1840 fungierte er als Kommandeur des 6. Infanterie-Regiments. Am 17. Oktober 1838 erhielt Heyde die Erlaubnis, die ihm für den Feldzug in Spanien 1810/12 verliehene Peninsula-Medaille zu tragen. Am 30. März 1840 wurde er Kommandeur der 11. Landwehr-Brigade in Breslau und am 10. September 1840 zum Generalmajor befördert. Im Jahr 1841 bekam er den Roten Adlerorden II. Klasse mit Eichenlaub. Am 7. April 1842 folgte seine Versetzung nach Stettin als Kommandeur der 3. Landwehr-Brigade. Daran schloss sich ab dem 31. März 1846 eine Verwendung als Kommandant der Festung Neiße an. Als solcher wurde Heyde am 21. April 1846 mit dem Kommandeurkreuz des Ordens Heinrichs des Löwen ausgezeichnet. Am 8. Juli 1848 erhielt Heyde seinen Abschied mit dem Charakter als Generalleutnant und der gesetzlichen Pension. Er starb am 4. August 1863 in Schweidnitz.
In seiner Beurteilung im Jahr 1825 schrieb der Oberst Düring: „Mit etwas heftigem Charakter verbindet er viele Moralität, rechte gute wissenschaftliche Ausbildung und vielen Diensteifer. Im Allerhöchsten Dienst strenge, wacht er über die Ausführung höherer Befehle und für die Aufrechterhaltung der Disziplin. Sein unterhabendes Bataillon erfreut sich daher auch einer vorzüglichen Ausbildung und Ordnung, welches er auch mit vieler Umsicht führt.“

### Familie
Heyde heiratete am 1. November 1815 in Berlin Sophie Wilhelmine Chmelick (* 2. Mai 1791; † 5. September 1879). Das Paar hatte mehrere Kinder:
- Friedrich Heinrich Sigismund (1816–1900), Oberstleutnant ⚭ Laura Johanne Pauline Ottilie Wilhelmine von der Heyde (* 15. März 1831; † 27. Februar 1875), Eltern von Hermann von der Heyde
- Wilhelm Gustav (* 18. Oktober 1817)